# Лафферти, Дон
Дон Морган Лафферти (англ. Don Morgan Lafferty; 5 августа 1933 — 7 июня 1998) — американский шашист, гроссмейстер, чемпион мира по шашкам (чекерсу)(1982—1991).

## Биография
Родился 5 августа 1933 года в округе Баррен, штат Кентукки, США. Шашками начал заниматься в раннем возрасте.
Получил степень бакалавра по математике и физике университета Северного Кентукки. Впоследствии окончил аспирантуру и получил степень магистра математики и физики в университете Вандербильта в Нэшвилле, штат Теннесси и в университете Вашингтона в Сент-Луисе, штат Миссури.
До выхода на пенсию в 1988 году преподавал математику и физику в средних школах Кентукки.
Умер 7 июня 1998 года.